# Daydreaming
«Daydreaming» és una cançó de la banda de rock britànica Radiohead, publicada en format de descàrrega digital el 6 de maig de 2016 com a segon senzill del seu novè àlbum d'estudi, A Moon Shaped Pool.
Fou escrita únicament per Thom Yorke i la resta d'integrants hi van participar pels arranjaments finals. Es tracta d'una balada a piano amb elements electrònics i d'orquestra, inclosos els arranjaments de corda del guitarrista Jonny Greenwood. Aquests arranjaments es van enregistrar als RAK Studios de Londres i interpretats per la London Contemporary Orchestra sota la direcció de Hugh Brunt. Greenwood i l'orquestra ja havien treballar conjuntament en la banda sonora de The Master (2012). En les lletres es poden notar els efectes de la separació entre Yorke i la seva parella sentimental Rachel Owen després de 23 anys junts.
El videoclip promocional del senzill fou dirigit pel cineasta Paul Thomas Anderson, pel qual Greenwood havia compost diverses bandes sonores. El llançament es realitzà el 6 de maig de 2016 via descàrrega digital en el lloc web de la banda oi via streaming en serveis media digitals.

## Llista de cançons
| 1. | «Daydreaming» | 6:24 |